# كارلوس سانشيز مورينو
كارلوس ألبيرتو سانتشيز مورينو (بالإسبانية: Carlos Sánchez)‏ (مواليد 6 فبراير 1986 في بوغوتا - كولومبيا) لاعب كرة قدم كولومبي يلعب حاليا لصالح نادي الدرجة الأولى فالينسيان الفرنسي منذ 2007 في مركز الوسط المحوري.

## روابط خارجية
- كارلوس سانشيز مورينو على موقع الاتحاد الدولي (مؤرشف)  (الإنجليزية)
- كارلوس سانشيز مورينو على موقع رابطة كرة القدم الفرنسية للمحترفين (الإنجليزية)
- كارلوس سانشيز مورينو على موقع قاعدة بيانات كرة القدم.إي يو (الإنجليزية)
- كارلوس سانشيز مورينو على موقع ناشيونال فوتبول تيمز (الإنجليزية)
- كارلوس سانشيز مورينو على موقع Soccerbase.com (لاعب) (الإنجليزية)
- كارلوس سانشيز مورينو على موقع Soccerway.com (الإنجليزية)
- كارلوس سانشيز مورينو على موقع عالم كرة القدم.نت (الإنجليزية)
- كارلوس سانشيز مورينو على موقع AS.com (الإسبانية)